# Nejčo Nejčev
Nejčo Nejčev (en bulgare : Нейчо Иванов Нейчев), né le 9 juin 1930, est un ancien joueur et entraîneur bulgare de basket-ball.